# Čechtín
Čechtín település Csehországban, a Třebíči járásban. Čechtín Svatoslav, Kouty, Červená Lhota, Benetice és Horní Vilémovice településekkel határos. Lakosainak száma 311 fő (2024. január 1.).

## Népesség
A település lakosságának változását az alábbi diagram mutatja:
| Lakosok száma | 340  | 368  | 367  | 290  | 302  | 312  | 310  | 318  | 306  | 311  |
|               | 1869 | 1890 | 1921 | 1950 | 1980 | 2001 | 2017 | 2019 | 2022 | 2024 |